# Kepler-48 f
 (juin 2025).
Kepler-48 f est une exoplanète de type jupiter froid en orbite autour de son étoile hôte Kepler-48, située à environ 1 000,44 années-lumière de la Terre dans la constellation du Cygne.

## Caractéristiques physiques
L'exoplanète se distingue par sa masse modérée de 0,94 MJ et son rayon de 1,2 RJ.

## Orbite
L'exoplanète orbite à une distance de 5,72 UA de son étoile.
L'orbite a une excentricité de 0,02.
La période orbitale est de 5 219,68 jours.

## Découverte
L'exoplanète a été découverte en 2023.